# Шахова олімпіада 1968
18 шахова Олімпіада відбувалася з 17 жовтня по 7 листопада 1968 року в містечку Лугано (кантон Тічино, Альпи, на півдні Швейцарії).
Турнір в Лугано зібрав рекордну кількість учасників (314), прибули представники 53 країн з усіх континентів. На ньому дебютували команди Андорри, Віргінських островів, Сінгапура і Коста-Рики. Олімпіади стали справжнім форумом світової шахової культури.

## Склади команд
У Лугано чекали шахістів із 56 країн, які подали заявки на участь. Команди Ірану, Нової Зеландії, Перу з різних причин не прибули на турнір. Однак рекорд Гавани за кількістю команд-учасниць було перевершено. У складах 53 команд прибули 41 гросмейстер і близько 60 міжнародних майстрів. Повністю гросмейстерськими був склад команд Югославії та СРСР. Лідерами команди СРСР були чемпіон світу Петросян і претендент на це звання Спаський. У складах команд Угорщини і США було по 5 гросмейстерів. Американці, мабуть, вперше за післявоєнні олімпіади прибули в найсильнішому складі, очолювані Фішером і Решевським, який нарешті погодився грати на 2-й шахівниці, поступившись лідерством своєму молодому колезі. Щоправда, Фішер відмовився від участі у турнірі так і не зігравши жодної партії.
У складах інших команд грали відомі гросмейстери: Унцікер, Шмід, Портіш, Сабо, Найдорф, Панно, Ульман, Ларсен та інші. У турнірі грало багато талановитої молоді (Мекінг, Каплан, Горт, Пфлегер, Гюбнер), яка була здатна піднести будь-які сюрпризи найсильнішим.

## Регламент
Вранці 17 жовтня в конференц-залі готелю «Брістоль» у присутності капітанів команд, президента ФІДЕ Ф. Рогарда і головного арбітра XVIII Олімпіади X. де Граафа (Голландія) спеціальна комісія (Я. Шайтар, Ю. Геллер і Б. Ларсен) поділила команди на сім півфінальних груп. По два переможці з кожного півфіналу виходили до головного фіналу, решта команд у трьох групах розіграли 15—53-є місця. В Лугано вперше було прийнято рішення про те, щоб у фіналі враховувалися результати зустрічей між собою команд, які вийшли з одного півфіналу. Це рішення було прийнято для того, щоб скоротити проведення такого грандіозного змагання, як Олімпіада, і викликане матеріальними міркуваннями. Бюджет організаторів турніру був досить обмежений. Організаторам довелося звернутися до послуг добровільних внесків заможних любителів шахів, внаслідок чого вдалося зібрати суму на проведення XVIII Олімпіади.

## Організація
Ігровим залом Олімпіади був виставочний павільйон «Концо» — двоповерхове приміщення в центрі міста. Для глядачів було відведено 2—3-метровий коридор між обмежувальним бар'єром і стіною по всьому периметру павільйону. Місця не вистачало, оскільки глядачів, особливо у фінальній частині, було дуже багато. Щоправда, в сусідньому невеликому приміщенні демонструвалися шість партій, але це було краплею в морі. Для рекордної кількості команд, які зібралися в Лугано, павільйон «Концо» виявився замалим, і умови для гри були нелегкими. Однак атмосфера змагань протягом усього часу залишалася теплою і дружньою. І все-таки без інциденту не обійшлось. Американська команда приїхала в Лугано за два дні до початку турніру. Напередодні Фішер оглянув турнірний зал і заявив, що не буде грати в ньому з двох причин. Перша — мало світла, друга — глядачі мають бути на відстані 5—7 метрів від столика, за яким він гратиме. Другу вимогу Фішера виконати просто було неможливо. На вимогу американців змінити зал, організатори відповіли, що іншого залу немає. Тоді керівництво американської команди висунуло нову пропозицію — всі матчі американської команди проводити в окремому приміщенні без глядачів. На це організатори відповіли, що з таким проханням могли б звернутися й інші, тому створення для американської команди особливих умов було б не зовсім етичним щодо решти учасників.
Фішер, не задовольнивши свої вимоги, залишив Лугано, не повідомивши про це навіть капітана команди Д. Бірна. Перед жеребкуванням збірна США провела нараду, на якій виключила Фішера з команди, замінивши його Д. Бірном.

## Півфінали
Опівдні 18 жовтня почалися партії 1-го туру півфіналів.

### Група А
В першому півфіналі збірна СРСР перемогла всіх своїх суперників, віддавши лише по пів очка англійцям та італійцям. За друге місце точилася гостра боротьба між командами Англії і Філіппін. Перед останнім туром попереду були англійці, філіппінці програвали їм лише очко. Все вирішував останній тур, в якому суперники зустрілися між собою. Матч приніс багато хвилювань обом командам. Коли рахунок був 2 : 1 на користь філіппінців, залишалася незавершеною партія Кін — Кастро, в якій англієць мав деяку перевагу. В разі перемоги Кіна англійська команда виходила до фіналу. Але всі його спроби здолати опір суперника не здобули успіху, і на 109-му ході було зафіксовано нічию. Вперше в історії олімпіад команда Азії вийшла до головного фіналу.
- Очки — сума набраних очок усіма шахістами (1 за перемогу шахіста, ½ за нічию, 0 — за поразку);
- КО — неофіційні командні очки (КПер — перемога команди, КНіч — нічия, КПор —поразка), набрані всією командою (2 за перемогу команди, 1 — нічия, 0 — поразка).

| Місце | Команда    | 1 | 2  | 3  | 4  | 5  | 6  | 7  | 8  | Очки | КО | КПер | КНіч | КПор |
| ----- | ---------- | - | -- | -- | -- | -- | -- | -- | -- | ---- | -- | ---- | ---- | ---- |
| 1     | СРСР       | × | 4  | 3½ | 4  | 3½ | 4  | 4  | 4  | 27   | 14 | 7    | 0    | 0    |
| 2     | Філіппіни  | 0 | ×  | 2½ | 1½ | 3½ | 3½ | 4  | 4  | 19   | 10 | 5    | 0    | 2    |
| 3     | Англія     | ½ | 1½ | ×  | 2  | 3½ | 3½ | 4  | 4  | 19   | 9  | 4    | 1    | 2    |
| 4     | Ізраїль    | 0 | 2½ | 2  | ×  | 3  | 3  | 4  | 4  | 18½  | 11 | 5    | 1    | 1    |
| 5     | Італія     | ½ | ½  | ½  | 1  | ×  | 2  | 3  | 3  | 10½  | 5  | 2    | 1    | 4    |
| 6     | Португалія | 0 | ½  | ½  | 1  | 2  | ×  | 3  | 3  | 10   | 5  | 2    | 1    | 4    |
| 7     | Мексика    | 0 | 0  | 0  | 0  | 1  | 1  | ×  | 2½ | 4½   | 2  | 1    | 0    | 6    |
| 8     | Кіпр       | 0 | 0  | 0  | 0  | 1  | 1  | 1½ | ×  | 3½   | 0  | 0    | 0    | 7    |

### Група В
У другому півфіналі сильнішими були команди США і Данії, які й перемогли з великим відривом. Матч між ними, що відбувся у 6-му турі, мав фінальний характер. Результат був дещо несподіваним: перемогли датчани. Все вирішила перемога Ларсена над Решевським.
| Місце | Команда   | 1  | 2  | 3  | 4  | 5  | 6  | 7  | Очки | КО | КПер | КНіч | КПор |
| ----- | --------- | -- | -- | -- | -- | -- | -- | -- | ---- | -- | ---- | ---- | ---- |
| 1     | Данія     | ×  | 2½ | 2  | 2½ | 2½ | 3½ | 3½ | 16½  | 12 | 5    | 1    | 0    |
| 2     | США       | 1½ | ×  | 2½ | 2½ | 3½ | 3½ | 3  | 16½  | 11 | 5    | 0    | 1    |
| 3     | Монголія  | 2  | 1½ | ×  | 1  | 3½ | 2½ | 2½ | 13   | 8  | 3    | 1    | 2    |
| 4     | Австрія   | 1½ | 1½ | 3  | ×  | 1½ | 2½ | 2  | 12   | 6  | 2    | 1    | 3    |
| 5     | Австралія | 1½ | ½  | ½  | 2½ | ×  | 1½ | 3  | 9½   | 5  | 2    | 0    | 4    |
| 6     | Венесуела | ½  | ½  | 1½ | 1½ | 2½ | ×  | 2½ | 9    | 5  | 2    | 0    | 4    |
| 7     | Франція   | ½  | 1  | 1½ | 2  | 1  | 1½ | ×  | 7½   | 2  | 0    | 1    | 5    |

### Група С
Великого успіху в третьому півфіналі добилася команда Польщі. Поляки програли лише один матч переможцям групи югославським шахістам. Решту зустрічей вони виграли, в тому числі й у своїх основних конкурентів — іспанців.
| Місце | Команда                  | 1  | 2  | 3  | 4  | 5  | 6  | 7  | Очки | КО | КПер | КНіч | КПор |
| ----- | ------------------------ | -- | -- | -- | -- | -- | -- | -- | ---- | -- | ---- | ---- | ---- |
| 1     | Югославія                | ×  | 2½ | 3  | 2½ | 4  | 3½ | 4  | 19½  | 13 | 6    | 0    | 0    |
| 2     | Польща                   | 1½ | ×  | 2½ | 3½ | 3½ | 3½ | 4  | 18½  | 11 | 5    | 0    | 1    |
| 3     | Іспанія                  | 1  | 1½ | ×  | 2½ | 4  | 4  | 4  | 17   | 9  | 4    | 0    | 2    |
| 4     | Шотландія                | 1½ | ½  | 1½ | ×  | 2  | 3  | 4  | 12½  | 6  | 2    | 1    | 3    |
| 5     | ПАР                      | 0  | ½  | 0  | 2  | ×  | 2½ | 3½ | 8½   | 6  | 2    | 1    | 3    |
| 6     | Люксембург               | ½  | ½  | 0  | 1  | 1½ | ×  | 1  | 4½   | 1  | 0    | 0    | 6    |
| 7     | Домініканська Республіка | 0  | 0  | 0  | 0  | ½  | 3  | ×  | 3½   | 3  | 1    | 0    | 5    |

### Група D
У четвертому півфіналі з великим відривом перемогла угорська команда. Боротьба за друге місце точилася між шахістами Голландії і Канади. Канадці за найкращим матчевим показником вийшли у головний фінал.
| Місце | Команда    | 1  | 2  | 3  | 4  | 5  | 6  | 7  | 8  | Очки | КО | КПер | КНіч | КПор |
| ----- | ---------- | -- | -- | -- | -- | -- | -- | -- | -- | ---- | -- | ---- | ---- | ---- |
| 1     | Угорщина   | ×  | 3  | 2½ | 3  | 3½ | 3½ | 3½ | 3½ | 22½  | 14 | 7    | 0    | 0    |
| 2     | Канада     | 1  | ×  | 2½ | 2½ | 3½ | 3  | 3  | 4  | 19½  | 12 | 6    | 0    | 1    |
| 3     | Нідерланди | 1½ | 1½ | ×  | 3½ | 2½ | 4  | 2½ | 4  | 19½  | 10 | 5    | 0    | 2    |
| 4     | Бельгія    | 1  | 1½ | ½  | ×  | 2½ | 3  | 3  | 4  | 15½  | 8  | 4    | 0    | 3    |
| 5     | Монако     | ½  | ½  | 1½ | 1½ | ×  | 1  | 3  | 3  | 11   | 4  | 2    | 0    | 5    |
| 6     | Ірландія   | ½  | 1  | 0  | 1  | 3  | ×  | 2  | 2½ | 10   | 5  | 2    | 1    | 4    |
| 7     | Парагвай   | ½  | 1  | 1½ | 1  | 1  | 2  | ×  | 3  | 10   | 3  | 1    | 1    | 5    |
| 8     | Коста-Рика | ½  | 0  | 0  | 0  | 1  | 1½ | 1  | ×  | 4    | 0  | 0    | 0    | 7    |

### Група E
У п'ятому півфіналі успіх був на боці фаворитів — команд ФРН і Румунії. Великий інтерес викликав виступ двох юних шахістів — 15-річного Мекінга (Бразилія) і 17-річного Каплана (Пуерто-Рико). Мекінг у півфіналі добився відмінного результату на 1-й шахівниці — 5,5 з 7. Сенсацію на турнірі викликала його красива перемога над Унцікером. Виступ Каплана, чемпіона світу серед юнаків, був досить скромним — 2,5 з 5. Зігравши у фіналі С всього одну партію, пуерториканець залишив турнір, бо починалися заняття в університеті. Вдало зіграла у півфіналі команда Швейцарії, яку тренував гросмейстер П. Керес. Однак господарям турніру вище третього місця піднятися не вдалося.
| Місце | Команда     | 1  | 2  | 3  | 4  | 5  | 6  | 7  | 8  | Очки | КО | КПер | КНіч | КПор |
| ----- | ----------- | -- | -- | -- | -- | -- | -- | -- | -- | ---- | -- | ---- | ---- | ---- |
| 1     | ФРН         | ×  | 2  | 3½ | 2½ | 2½ | 3½ | 4  | 4  | 22   | 13 | 6    | 1    | 0    |
| 2     | Румунія     | 2  | ×  | 3  | 2½ | 2½ | 2½ | 3½ | 4  | 20   | 13 | 6    | 1    | 0    |
| 3     | Швейцарія   | ½  | 1  | ×  | 3  | 3  | 3  | 3½ | 4  | 18   | 10 | 5    | 0    | 2    |
| 4     | Бразилія    | 1½ | 1½ | 1  | ×  | 2  | 3½ | 3½ | 4  | 17   | 7  | 3    | 1    | 3    |
| 5     | Норвегія    | 1½ | 1½ | 1  | 2  | ×  | 2  | 3  | 4  | 15   | 6  | 2    | 2    | 3    |
| 6     | Пуерто-Рико | ½  | 1½ | 1  | ½  | 2  | ×  | 3  | 2½ | 11   | 5  | 2    | 1    | 4    |
| 7     | Гонконг     | 0  | ½  | ½  | ½  | 1  | 1  | ×  | 3  | 6½   | 2  | 1    | 0    | 6    |
| 8     | Ліван       | 0  | 0  | 0  | 0  | 0  | 1½ | 1  | ×  | 2½   | 0  | 0    | 0    | 7    |

### Група F
У шостому півфіналі сильнішими були команди Аргентини і НДР.
| Місце | Команда                         | 1  | 2  | 3  | 4  | 5  | 6  | 7  | Очки | КО | КПер | КНіч | КПор |
| ----- | ------------------------------- | -- | -- | -- | -- | -- | -- | -- | ---- | -- | ---- | ---- | ---- |
| 1     | Аргентина                       | ×  | 2½ | 2½ | 3  | 3½ | 4  | 4  | 19½  | 13 | 6    | 0    | 0    |
| 2     | НДР                             | 1½ | ×  | 3  | 3½ | 4  | 3½ | 4  | 19½  | 11 | 5    | 0    | 1    |
| 3     | Фінляндія                       | 1½ | 1  | ×  | 2½ | 2  | 3  | 3½ | 13½  | 8  | 3    | 1    | 2    |
| 4     | Швеція                          | 1  | ½  | 1½ | ×  | 3  | 2½ | 3  | 11½  | 7  | 3    | 0    | 3    |
| 5     | Греція                          | ½  | 0  | 2  | 1  | ×  | 4  | 3  | 10½  | 6  | 2    | 1    | 3    |
| 6     | Марокко                         | 0  | ½  | 1  | 1½ | 0  | ×  | 2  | 5    | 2  | 0    | 1    | 5    |
| 7     | Американські Віргінські Острови | 0  | 0  | ½  | 1  | 1  | 2  | ×  | 4½   | 2  | 0    | 1    | 5    |

### Група G
В останній сьомій групі перемогли шахісти Болгарії і Чехословаччини.
| Місце | Команда        | 1  | 2  | 3 | 4  | 5  | 6  | 7  | 8 | Очки | КО | КПер | КНіч | КПор |
| ----- | -------------- | -- | -- | - | -- | -- | -- | -- | - | ---- | -- | ---- | ---- | ---- |
| 1     | Болгарія       | ×  | 2½ | 3 | 2½ | 2½ | 4  | 4  | 4 | 22½  | 14 | 7    | 0    | 0    |
| 2     | Чехословаччина | 1½ | ×  | 2 | 2½ | 4  | 4  | 4  | 4 | 22   | 11 | 5    | 1    | 1    |
| 3     | Ісландія       | 1  | 2  | × | 3½ | 2  | 3  | 4  | 4 | 19½  | 10 | 4    | 2    | 1    |
| 4     | Куба           | 1½ | 1½ | ½ | ×  | 2½ | 3½ | 3½ | 4 | 17   | 8  | 4    | 0    | 3    |
| 5     | Туніс          | 1½ | 0  | 2 | 1½ | ×  | 1½ | 2½ | 4 | 13   | 5  | 2    | 1    | 4    |
| 6     | Туреччина      | 0  | 0  | 1 | ½  | 2½ | ×  | 2½ | 4 | 10½  | 6  | 3    | 0    | 4    |
| 7     | Сінгапур       | 0  | 0  | 0 | ½  | 1½ | 1½ | ×  | 4 | 7½   | 2  | 1    | 0    | 6    |
| 8     | Андорра        | 0  | 0  | 0 | 0  | 0  | 0  | 0  | × | 0    | 0  | 0    | 0    | 7    |

## Фінали
Фінальні поєдинки XVIII Олімпіади почалися 26 жовтня. Жеребкування всіх фіналів проводилося парами з одного півфіналу. Це потрібно було для того, щоб півфінальні матчі команд, які вийшли у фінал, склали результати 1-го туру. У зв'язку з цим у фіналі А лідером стала команда СРСР, яка мала в своєму активі перемогу з «сухим» рахунком над філіппінцями. На очко відставали угорські шахісти, відрив від інших команд був ще більшим. Фінальний турнір привернув увагу багатьох глядачів. Серед них були й відомі шахісти — 72-річний Фрідріх Земіш, учасник III Олімпіади, та учасник перших шести олімпіад Луї Бетбедер (Франція).

### Фінал А
З ветеранів у Лугано грав 65-річний шотландець Файрхерст (дебютував на V Олімпіаді) і 82-річний Дункельблюм (Бельгія), дебют якого відбувся на II Олімпіаді. Серед олімпійських ветеранів особливо слід відзначити 58-річного М. Найдорфа. Цей невтомний гросмейстер багато років дивував шаховий світ своїм юнацьким завзяттям, своєю сміливою грою. «Хіба Найдорф грає не геніально?» — улюблений вираз аргентинця після кожної виграної партії. Однак перемоги давалися ветерану все важче. У 2-му турі фіналу Найдорф у красивому стилі переміг датчанина Ларсена. Це була єдина перемога аргентинського гросмейстера на турнірі в Лугано. З інших результатів 2-го туру слід відзначити переконливу перемогу поляків над чехами (3,5:0,5). 
У наступних 3 турах збірна СРСР з однаковим рахунком (3:1) перемагає команди Чехословаччини, Угорщини, Румунії і до 6-го туру міцно закріплюється на першому місці, набравши 16 очок. На три очка відставали югослави, третіми йшли американці після сенсаційної нічиєї в матчі з філіппінцями (програли Р. Бірн і Ломбарді). У 6-му турі американці зазнали поразки від команди СРСР, а Смислов здобув дев'яту перемогу поспіль на турнірі. Югослави чисто виграли у команди Філіппін, переконливі перемоги здобули також команди Чехословаччини над датчанами і Польщі над канадцями. У 7-му турі команда Югославії зазнала першої поразки у матчі з болгарами. Нову перемогу здобули польські шахісти над філіппінцями і вийшли на третє місце.
Центральним поєдинком 8-го туру був матч СРСР — Югославія. Він закінчився перемогою команди СРСР. Після цього питання про переможця турніру практично було знято. Відрив від югославської команди збільшився до 4,5 очка, а на фініші шахісти СРСР грали з аутсайдерами турніру. І справді, в 9—11-му турах шахісти СРСР втратили лише одне очко і вже за два тури до фінішу стали недосяжними для переслідувачів. Команда СРСР вдев'яте підряд стала чемпіоном світу, випередивши другого призера на 8,5 очка. Такого відриву від решти команд в історії олімпіад ще не було. Нарешті, в Лугано було побито ще один рекорд олімпіад. Вперше всі учасники однієї команди завершили турнір без жодної поразки. Відмінно зіграли чемпіон світу Петросян (+9—0=3) і Василь Смислов (+10—0=2), які досягли найкращих результатів на своїх шахівницях. До того ж чемпіон світу завершив без поразок шосту олімпіаду поспіль, що є справді фантастичним рекордом. Лише трохи поступилися досягненнями решта учасників команди: Спаський (+6—0=8), Геллер (+7—0=5), Полугаєвський (+8—0=5).
У Лугано команда Югославії повернула собі титул другої шахової держави, втрачений на Олімпіаді в Гавані. На 1-й шахівниці надійно зіграв Глігорич (+5—1=9). На 2-й Івков показав результат (+5—1=8), ще краще зіграли на 3-й і 4-й шахівницях Матанович (+5—0=8) і Матулович (+8—2=5). На високому рівні зіграли і запасні учасники команди Парма (+2-0=6) і Чирич (+4-1=2).
До останнього туру точилася гостра боротьба за третє місце між командами Болгарії і США. Американські шахісти, спантеличені втечею Фішера, першу половину фіналу провели не зовсім вдало. Поразка у 6-му турі від збірної СРСР ніби розкріпачила команду, і вона серією вдалих ігор зуміла перед останнім туром вийти па третє місце. Проте в заключному матчі з командою НДР американців спіткала невдача. Ця поразка позбавила їх третього місця, оскільки болгарські шахісти впевнено перемогли команду Філіппін і на півочка випередили американців. Успіх болгарських шахістів став яскравою подією XVIII Олімпіади. Команда однаково добре зіграла як у півфіналі, так і у фіналі. Мілко Бобоцов програв всього лише одну партію на 1-й шахівниці (+6—1=10), Трипгов був найкращим на 2-й (+8—0=6), відмінно зіграв 1-й запасний Радулов (+8—1=5), на рівні зіграли Падєвський (+4-2=9), Коларов (+4—3=4) і Пеєв (+2—1=2). Бронзові олімпійські медалі стали гідною нагородою болгарській шаховій організації за велику роботу з розвитку шахів у країні.
Нижче своїх можливостей виступила команда Угорщини, бронзовий призер Гавани. Капітан угорської команди Т. Флоріан заявив після XVIII Олімпіади: «Ми сподівалися на кращий результат, але не в формі були Сабо і Білек, що й вплинуло на виступ всієї команди». Добре зіграли в угорців на 1-й шахівниці Лайош Портіш (+8—1=6) та запасний Барца (+7—0=7).
| Місце | Команда        | 1  | 2  | 3  | 4  | 5  | 6  | 7  | 8  | 9  | 10 | 11 | 12 | 13 | 14 | Очки | КО | КПер | КНіч | КПор |
| ----- | -------------- | -- | -- | -- | -- | -- | -- | -- | -- | -- | -- | -- | -- | -- | -- | ---- | -- | ---- | ---- | ---- |
| 1     | СРСР           | ×  | 2½ | 3  | 3½ | 2  | 3  | 2½ | 3  | 3  | 3  | 4  | 4  | 2  | 4  | 39½  | 24 | 11   | 2    | 0    |
| 2     | Югославія      | 1½ | ×  | 1½ | 2  | 2  | 2½ | 1½ | 2½ | 2½ | 3  | 2½ | 3  | 2½ | 4  | 31   | 18 | 8    | 2    | 3    |
| 3     | Болгарія       | 1  | 2½ | ×  | 2  | 2  | 2½ | 1½ | 3½ | 2½ | 2½ | 2½ | 2  | 2  | 3½ | 30   | 18 | 7    | 4    | 2    |
| 4     | США            | ½  | 2  | 2  | ×  | 2½ | 2½ | 3  | 2½ | 2½ | 1½ | 3  | 1½ | 4  | 2  | 29½  | 17 | 7    | 3    | 3    |
| 5     | ФРН            | 2  | 2  | 2  | 1½ | ×  | 2½ | 3½ | 2  | 1½ | 2  | 2  | 2  | 2½ | 3½ | 29   | 15 | 4    | 7    | 2    |
| 6     | Угорщина       | 1  | 1½ | 1½ | 1½ | 1½ | ×  | 2½ | 2½ | 2  | 2  | 3  | 3  | 3  | 2½ | 27½  | 14 | 6    | 2    | 5    |
| 7     | Аргентина      | 1½ | 2½ | 2½ | 1  | ½  | 1½ | ×  | 2  | 2  | 2½ | 2  | 2½ | 3  | 2½ | 26   | 15 | 6    | 3    | 4    |
| 8     | Румунія        | 1  | 1½ | ½  | 1½ | 2  | 1½ | 2  | ×  | 2½ | 2½ | 2½ | 3  | 3  | 2½ | 26   | 14 | 6    | 2    | 5    |
| 9     | Чехословаччина | 1  | 1½ | 1½ | 1½ | 2½ | 2  | 2  | 1½ | ×  | 2½ | ½  | 3  | 2½ | 2½ | 24½  | 12 | 5    | 2    | 6    |
| 10    | НДР            | 1  | 1  | 1½ | 2½ | 2  | 2  | 1½ | 1½ | 1½ | ×  | 2  | 2½ | 2½ | 3  | 24½  | 11 | 4    | 3    | 6    |
| 11    | Польща         | 0  | 1½ | 1½ | 1  | 2  | 1  | 2  | 1½ | 3½ | 2  | ×  | 1½ | 3  | 2½ | 23   | 9  | 3    | 3    | 7    |
| 12    | Данія          | 0  | 1  | 2  | 2½ | 2  | 1  | 1½ | 1  | 1  | 1½ | 2½ | ×  | 2½ | 2½ | 21   | 10 | 4    | 2    | 7    |
| 13    | Канада         | 2  | 1½ | 2  | 0  | 1½ | 1  | 1  | 1  | 1½ | 1½ | 1  | 1½ | ×  | 3½ | 19   | 4  | 1    | 2    | 10   |
| 14    | Філіппіни      | 0  | 0  | ½  | 2  | ½  | 1½ | 1½ | 1½ | 1½ | 1  | 1½ | 1½ | ½  | ×  | 13½  | 1  | 0    | 1    | 12   |

### Фінал В
У фіналі В головну роль відіграли невдахи півфіналів — команди Голландії та Англії. Доля першого місця вирішувалася в останньому турі, в якому голландці виграли в австрійців, а англійці програли швейцарцям.
| Місце | Команда    | 15 | 16 | 17 | 18 | 19 | 20 | 21 | 22 | 23 | 24 | 25 | 26 | 27 | 28 | Очки | КО | КПер | КНіч | КПор |
| ----- | ---------- | -- | -- | -- | -- | -- | -- | -- | -- | -- | -- | -- | -- | -- | -- | ---- | -- | ---- | ---- | ---- |
| 15    | Нідерланди | ×  | 3  | 2½ | 2  | 2  | 1½ | 2  | 2½ | 3½ | 2½ | 3½ | 3½ | 2½ | 2½ | 33½  | 21 | 9    | 3    | 1    |
| 16    | Англія     | 1  | ×  | 2  | 2  | 2½ | 3½ | 1½ | 2½ | 2½ | 3  | 3  | 3  | 3½ | 3  | 33   | 20 | 9    | 2    | 2    |
| 17    | Австрія    | 1½ | 2  | ×  | ½  | 3  | 2  | 3  | 3  | 2½ | 2  | 3  | 2  | 3  | 3  | 30½  | 18 | 7    | 4    | 2    |
| 18    | Ізраїль    | 2  | 2  | 3½ | ×  | 2  | 2½ | 2  | 2  | 2½ | 2  | 2  | 2  | 2½ | 3  | 30   | 18 | 5    | 8    | 0    |
| 19    | Іспанія    | 2  | 1½ | 1  | 2  | ×  | 2  | 2½ | 3  | 2  | 2½ | 1½ | 3  | 3  | 2½ | 28½  | 16 | 6    | 4    | 3    |
| 20    | Куба       | 2½ | ½  | 2  | 1½ | 2  | ×  | 1  | ½  | 2  | 3½ | 3½ | 3  | 2  | 3  | 27   | 14 | 5    | 4    | 4    |
| 21    | Швейцарія  | 2  | 2½ | 1  | 2  | 1½ | 3  | ×  | 1½ | 1½ | 1  | 3  | 2  | 4  | 2  | 27   | 12 | 4    | 4    | 5    |
| 22    | Ісландія   | 1½ | 1½ | 1  | 2  | 1  | 3½ | 2½ | ×  | 1½ | 2  | 2  | 3  | 2½ | 2  | 26   | 12 | 4    | 4    | 5    |
| 23    | Фінляндія  | ½  | 1½ | 1½ | 1½ | 2  | 2  | 2½ | 2½ | ×  | 2½ | 2  | 1½ | 1  | 3½ | 24½  | 11 | 4    | 3    | 6    |
| 24    | Швеція     | 1½ | 1  | 2  | 2  | 1½ | ½  | 3  | 2  | 1½ | ×  | 1  | 1½ | 3  | 2  | 22½  | 8  | 2    | 4    | 7    |
| 25    | Бразилія   | ½  | 1  | 1  | 2  | 2½ | ½  | 1  | 2  | 2  | 3  | ×  | 2½ | 1½ | 2  | 21½  | 10 | 3    | 4    | 6    |
| 26    | Бельгія    | ½  | 1  | 2  | 2  | 1  | 1  | 2  | 1  | 2½ | 2½ | 1½ | ×  | 1  | 2½ | 20½  | 9  | 3    | 3    | 7    |
| 27    | Монголія   | 1½ | ½  | 1  | 1½ | 1  | 2  | 0  | 1½ | 3  | 1  | 2½ | 3  | ×  | 1½ | 20   | 7  | 3    | 1    | 9    |
| 28    | Шотландія  | 1½ | 1  | 1  | 1  | 1½ | 1  | 2  | 2  | ½  | 2  | 2  | 1½ | 2½ | ×  | 19½  | 6  | 1    | 4    | 8    |

### Фінал С
У фіналі С успіху досягла команда Австралії, яка вдруге виступала в олімпійському турнірі. В команді відзначився молодий Т. Шоу: він виграв 10 партій підряд, з них 9 — у фіналі і в підсумку показав результат (+11—2=2).
| Місце | Команда     | 29 | 30 | 31 | 32 | 33 | 34 | 35 | 36 | 37 | 38 | 39 | 40 | 41 | 42 | Очки | КО | КПер | КНіч | КПор |
| ----- | ----------- | -- | -- | -- | -- | -- | -- | -- | -- | -- | -- | -- | -- | -- | -- | ---- | -- | ---- | ---- | ---- |
| 29    | Австралія   | ×  | 3  | 2  | 1½ | 1½ | 3½ | 3½ | 2½ | 3  | 3½ | 3½ | 4  | 3  | 3½ | 38   | 21 | 10   | 1    | 2    |
| 30    | Норвегія    | 1  | ×  | 2  | 2  | 2  | 3  | 4  | 4  | 1  | 3  | 4  | 2  | 4  | 4  | 36   | 18 | 7    | 4    | 2    |
| 31    | Італія      | 2  | 2  | ×  | 1½ | 2½ | 3  | 2  | 2½ | 3  | 2½ | 2  | 1½ | 4  | 3  | 31½  | 18 | 7    | 4    | 2    |
| 32    | Венесуела   | 2½ | 2  | 2½ | ×  | 2½ | 1½ | 1  | 1  | 2  | 4  | 3  | 2  | 3  | 3  | 30   | 17 | 7    | 3    | 3    |
| 33    | Туреччина   | 2½ | 2  | 1½ | 1½ | ×  | 2  | 1½ | 2  | 2½ | 1  | 2½ | 3½ | 3½ | 3½ | 29½  | 15 | 6    | 3    | 4    |
| 34    | Греція      | ½  | 1  | 1  | 2½ | 2  | ×  | 1  | 3½ | 1½ | 3  | 2½ | 3  | 4  | 3  | 28½  | 15 | 7    | 1    | 5    |
| 35    | Португалія  | ½  | 0  | 2  | 3  | 2½ | 3  | ×  | 1  | 1½ | 2½ | 2  | 3  | 3  | 3½ | 27½  | 16 | 7    | 2    | 4    |
| 36    | ПАР         | 1½ | 0  | 1½ | 3  | 2  | ½  | 3  | ×  | 4  | 2  | 2½ | 3  | 1  | 3½ | 27½  | 14 | 6    | 2    | 5    |
| 37    | Туніс       | 1  | 3  | 1  | 2  | 1½ | 2½ | 2½ | 0  | ×  | 3  | 2½ | 2  | 2½ | 2½ | 26   | 16 | 7    | 2    | 4    |
| 38    | Ірландія    | ½  | 1  | 1½ | 0  | 3  | 1  | 1½ | 2  | 1  | ×  | 2  | 2  | 2½ | 3  | 21   | 9  | 3    | 3    | 7    |
| 39    | Люксембург  | ½  | 0  | 2  | 1  | 1½ | 1½ | 2  | 1½ | 1½ | 2  | ×  | 2½ | 2  | 2½ | 20½  | 8  | 2    | 4    | 7    |
| 40    | Пуерто-Рико | 0  | 2  | 2½ | 2  | ½  | 1  | 1  | 1  | 2  | 2  | 1½ | ×  | 2  | 2  | 19½  | 8  | 1    | 6    | 6    |
| 41    | Марокко     | 1  | 0  | 0  | 1  | ½  | 0  | 1  | 3  | 1½ | 1½ | 2  | 2  | ×  | 2½ | 16   | 6  | 2    | 2    | 9    |
| 42    | Монако      | ½  | 0  | 1  | 1  | ½  | 1  | ½  | ½  | 1½ | 1  | 1½ | 2  | 1½ | ×  | 12½  | 1  | 0    | 1    | 12   |

### Фінал D
Молода команда Сінгапуру у фіналі D виявила характер і здобула переконливу перемогу.
| Місце | Команда                         | 43 | 44 | 45 | 46 | 47 | 48 | 49 | 50 | 51 | 52 | 53 | Очки | КО | КПер | КНіч | КПор |
| ----- | ------------------------------- | -- | -- | -- | -- | -- | -- | -- | -- | -- | -- | -- | ---- | -- | ---- | ---- | ---- |
| 43    | Сінгапур                        | ×  | 1½ | 2  | 3  | 4  | 2½ | 4  | 4  | 3  | 4  | 4  | 32   | 17 | 8    | 1    | 1    |
| 44    | Франція                         | 2½ | ×  | 1½ | 1½ | 3  | 3½ | 3½ | 3½ | 3  | 4  | 4  | 30   | 16 | 8    | 0    | 2    |
| 45    | Парагвай                        | 2  | 2½ | ×  | 2½ | 1½ | 2  | 3  | 3½ | 3  | 4  | 3½ | 27½  | 16 | 7    | 2    | 1    |
| 46    | Мексика                         | 1  | 2½ | 1½ | ×  | 2½ | 1½ | 2  | 3½ | 2½ | 3  | 3½ | 23½  | 13 | 6    | 1    | 3    |
| 47    | Домініканська Республіка        | 0  | 1  | 2½ | 1½ | ×  | 3  | 3  | 1½ | 3½ | 3½ | 4  | 23½  | 12 | 6    | 0    | 4    |
| 48    | Гонконг                         | 1½ | ½  | 2  | 2½ | 1  | ×  | 3½ | 3  | 2½ | 2  | 4  | 22½  | 12 | 5    | 2    | 3    |
| 49    | Коста-Рика                      | 0  | ½  | 1  | 2  | 1  | ½  | ×  | 2½ | 2  | 3  | 2  | 14½  | 7  | 2    | 3    | 5    |
| 50    | Ліван                           | 0  | ½  | ½  | ½  | 2½ | 1  | 1½ | ×  | 2½ | 3  | 1½ | 13½  | 6  | 3    | 0    | 7    |
| 51    | Кіпр                            | 1  | 1  | 1  | 1½ | ½  | 1½ | 2  | 1½ | ×  | ½  | 2½ | 13   | 3  | 1    | 1    | 8    |
| 52    | Американські Віргінські Острови | 0  | 0  | 0  | 1  | ½  | 2  | 1  | 1  | 3½ | ×  | 2  | 11   | 4  | 1    | 2    | 7    |
| 53    | Андорра                         | 0  | 0  | ½  | ½  | 0  | 0  | 2  | 2½ | 1½ | 2  | ×  | 9    | 4  | 1    | 2    | 7    |

## Закриття
Ввечері 7 листопада, у Лугано відбулося урочисте закриття XVIII Олімпіади. Президент ФІДЕ Ф. Рогард під оплески присутніх вручив перехідний Кубок ФІДЕ капітану команди СРСР Геллеру. Золоті, срібні і бронзові медалі було вручено шахістам СРСР, Югославії і Болгарії. Пам'ятними дипломами відзначено переможців решти фіналів — команди Голландії, Австралії і Сінгапуру.